# Олавс, Вилис (младший)
Вилис Олавс (младший, латыш. Vilis Olavs; 6 ноября 1902, Рига — 10 октября 1944, Виндау) — латвийский дипломат и политик. Сын Вилиса Олава.

## Биография
В 1917 году, после смерти отца, был оставлен матерью у родственников в Витебске. В 1918 году, не успев окончить гимназию, вернулся в Латвию, чтобы участвовать в борьбе за независимость. 28 апреля 1919 года во главе отряда из 50 латышей отразил попытку Красной армии взять мост через Мемеле и занять Бауску, внеся вклад в перелом военных действий.
В 1921—1926 гг. учился на юридическом факультете Латвийского университета, затем изучал международные отношения в Париже. Женился на Марине Карклине (в браке Карклиня-Олава, латыш. Kārkliņa-Olava), певице и пианистке, дочери и ученице Екаба Карклиня и Надежды Карклини.
В 1931—1940 гг. сотрудник министерства иностранных дел Латвии: секретарь, затем шеф протокола, затем руководитель административного отдела.

### В годы немецкой оккупации
После того, как 30 июня 1941 года Ригу заняли немецкие войска, вместе с бывшим министром путей сообщения Б. Эйнбергсом и полковником Эрнестом Крейшманисом (1880—1965) возглавил Центр латышских организаций (латыш. Latviešu organizāciju centrs), в задачу которого входило воссоздание Латвийского государства как вассального Германии, но независимого. Активность этого центра продолжалась около двух недель, пока не была пресечена уполномоченным немцев по вопросам безопасности Вальтером Шталекером.
В 1943—1944 гг. мэр Слоки.
При наступлении Советской армии предпринял попытку бежать в Швецию вместе со своей возлюбленной, балериной Хеленой Тангиевой-Бирзниеце; жена Олавса в годы Второй мировой войны уже находилась в Америке. В лодку, которая должна была довезти их до стоявшего на рейде города корабля, во время отправления попала бомба, Тангиевой-Бирзниеце удалось спастись, а Олавс утонул в реке Вента.